# 神奈川県立伊勢原射撃場
神奈川県立伊勢原射撃場（かながわけんりついせはらしゃげきじょう）は神奈川県伊勢原市にある公営射撃場。クレー射撃場は、国際トラップルール射撃場を3面、国際スキートルール射撃場を2面備える。ライフル射撃場は、10mエアライフル競技場・50mライフル競技場のほか、50mおよび100mの大口径ライフルおよびピストルの射撃に供する施設を擁する。（一社）神奈川県射撃協会が指定管理している。

## 概要
本射撃場はかつて横浜市金沢区にあった富岡射撃場を1972年に移転したもの。富岡射撃場は1955年の第10回国体や、1958年のアジア大会の会場としても使用されていたが周辺に住宅地が増え、
1970年10月18日には隣接する宅地工事現場の関係者に流れ弾が当たり、1人が負傷するなどの事故も起きていた。
1998年のかながわ・ゆめ国体の開催に合わせて改修。本大会ではクレー射撃が行われる予定だった、ところが97年に開催されたリハーサル大会で女子高生のセクハラ問題が発覚。県と市の実行委員会は謝罪したものの、クレー射撃協会は開催辞退を決定した。しかしその後射撃場の井戸水から基準値を超える鉛の問題などから2002年に閉鎖。2013年までに大規模改修が行われた。
2015年には和歌山県で開催された紀の国わかやま国体クレー射撃競技の開催に加え、国が指定するナショナルトレーニングセンターの競技別強化拠点として指定された。
ライフル射撃場は、上記国体開催の為、国際ルールに合致する10m・50m射撃場を新設。なれどクレー射撃場の鉛問題のあおりを受けて同時に閉じられ、県内の学生ライフル活動は多大な損失を被った。13年の再開後は、10m射場に15台のビームライフル標的とビームライフルを常設し、一般市民のライフルスポーツ体験と修練に貢献する。